# Pont de Lavaur
Die Pont de Lavaur (offiziell Pont Saint-Roch) ist eine in den Jahren 1772 bis 1785 erbaute Brücke über den tief eingeschnittenen Fluss Agout in Lavaur, Tarn, in der französischen Region Okzitanien. Sie ist nach wie vor die einzige Straßenbrücke, die Lavaur mit seinen Vororten auf dem rechten Ufer verbindet und mit der Route départementale RD 47 den Weg nach Osten ermöglicht. Nur das Viaduc de Lavaur, eine 1884 von Paul Séjourné gebaute Eisenbahnbrücke rund 200 Meter weiter nördlich, quert ansonsten den Fluss. Die Pont de Lavaur ist seit 1960 als Monument historique geschützt.

## Beschreibung
Die Steinbogenbrücke besteht aus einem großen Segmentbogen mit einer Spannweite von 48,75 Meter. Der durch Steinmetzarbeiten betonte tragende Steinbogen ist 2,92 Meter stark. Sein Scheitel befindet sich 19 Meter über dem Flussbett. Der Bogen ist an den Enden von je zwei halbrunden, bis zur Höhe der Straße reichenden Türmen begrenzt, die die Widerlager flankieren. Die eigentliche Brücke ist rund 60 m lang, einschließlich der Widerlager rund 116 Meter. Die 8,86 Meter breite Brückentafel hat zwei Fahrbahnen und schmale Gehwege, die durch Steinmauern begrenzt sind.

## Geschichte
Die Pont de Lavaur wurde von Joseph-Marie de Saget (1725–1782), dem Direktor für staatliche Baumaßnahmen des Languedoc, geplant. Er leitete die Bauarbeiten vom Beginn im Jahr 1773 bis zu seinem Tod kurz nach der Entfernung des Lehrgerüsts im Juni 1782. Sein jüngerer Bruder übernahm die Leitung der Restarbeiten. Zwei schwere Hochwasserschäden am Lehrgerüst, eine Arbeitseinstellung des Bauunternehmers wegen Problemen bei der Vergütung der Erschwernisse und später die erneute mangelhafte Ausführung weiterer Teilbereiche verzögerten die endgültige Fertigstellung der Brücke bis ins Jahr 1791, also bis kurz vor Ausbruch der Französischen Revolution. Die einige Jahre vor der Vergabe der Bauarbeiten auf 260.000 Livres veranschlagten Kosten stiegen schließlich auf 650.000 Livres an.

## Andere Brücken der Zeit
Beim Bau der Brücke hatte nur die im 15. Jahrhundert errichtete Pont de Vieille-Brioude mit 54,50 Meter eine größere Spannweite, nachdem die Trezzo-Brücke mit einer außergewöhnlichen Spannweite von 72 Meter schon 1416 bei einer Belagerung vorsätzlich zerstört worden war. Als die Pont de Vieille-Brioude am 27. März 1822 einstürzte, hatte die Pont de Lavaur mit seinen 48,75 Meter zehn Jahre lang angeblich die größte Spannweite der Welt, bis 1832 die Grosvenor Bridge in Chester, England mit 61 m lichter Weite eröffnet wurde. Dabei wird aber übersehen, dass auch die Ponte Scaligero in Verona mit 48,70 Meter und die Pont Grand bei Tournon-sur-Rhône mit 49,20 Meter ähnliche Spannweiten haben.